# لاس پیلاس
لاس پیلاس (به لاتین: Las Pilas) یک کوه در نیکاراگوئه است که در بخش لئون واقع شده‌است. لاس پیلاس ۱٬۰۸۸ متر بالاتر از سطح دریا واقع شده‌است.